# Conandrium rhynchocarpum
Conandrium rhynchocarpum là một loài thực vật có hoa trong họ Anh thảo. Loài này được (Scheff.) Mez mô tả khoa học đầu tiên năm 1902.